# Santa Cruz de la Loma
Santa Cruz de la Loma är en ort i Mexiko.   Den ligger i kommunen Tlajomulco de Zúñiga och delstaten Jalisco, i den centrala delen av landet, 500 km väster om huvudstaden Mexico City. Santa Cruz de la Loma ligger 1 510 meter över havet och antalet invånare är 1 290.
Terrängen runt Santa Cruz de la Loma är huvudsakligen kuperad, men åt nordväst är den platt. Runt Santa Cruz de la Loma är det tätbefolkat, med 266 invånare per kvadratkilometer. Närmaste större samhälle är Hacienda Santa Fe, 17,9 km öster om Santa Cruz de la Loma. I omgivningarna runt Santa Cruz de la Loma växer huvudsakligen savannskog.